# Potonè
Potonè (en grec ancien : Πωτώνη / Pōtṓnē ; née avant 427 avant J.-C.), fille d'Ariston et de Périctionè, est la sœur aînée de Platon. Elle est née dans le dème de Collytos, juste à l'extérieur d'Athènes. Elle a épousé Eurymédon de Myrrhinuse avec qui elle a eu Speusippe.